# Public Image
Public Image è il singolo d'esordio del gruppo musicale inglese Public Image Ltd., pubblicato il 13 ottobre 1978 come unico estratto dall'album Public Image.

## Descrizione
Il singolo fu originariamente confezionato in un falso giornale che rilasciava dichiarazioni oltraggiose come, tra gli altri,  "Rifiutato di giocare alla roulette russa", "Nessun innocente, tranne noi", "Ciambella salva la vita" (Ciambella è un soprannome di Jim Walker) e "La ragazza che mi ha spinto a bere il tè". Il lato B fu progettato per prendere in giro le persone che acquistavano il disco (la traccia ha solo un ritmo su una linea di basso suonata su urla senza senso), con grande sgomento da parte della band.
Nel 2014 la rivista NME l'ha definita la 242° canzone più bella di tutti i tempi. La linea di basso del brano è stata nominata nel 2005 da Stylus Magazine come la 18^ migliore linea di basso di tutti i tempi.

### Performance dal vivo
Mentre Public Image è stata eseguita dal vivo per gran parte dell'esistenza della band, The Cowboy Song è stata eseguita dal vivo solo due volte di fila, alla loro prima esibizione a Bruxelles, in Belgio.

### Cover
È stata ripresa da vari artisti, tra cui: i Pearl Jam, i Revolting Cocks, i Long Ryders, i Feeder, i Menswear e gli Scrawl.

## Tracce
Testi di Lydon, musiche dei Public Image Ltd.
Lato 1
1. Public Image - 2:58

Lato 2
1. The Cowboy Song - 2:17

## Formazione
- John Lydon - voce
- Keith Levene - chitarra
- Jah Wobble - basso
- Jim Walker - batteria

## Classifiche
| Classifica (1978) | Posizione massima |
| ----------------- | ----------------- |
| Irlanda           | 15                |
| Regno Unito       | 9                 |